# Otgon, Zavkhan
Otgon (tiếng Mông Cổ: Отгон) là một sum của tỉnh Zavkhan ở miền tây Mông Cổ. Vào năm 2005, dân số của sum là 3.478 người.

## Địa lý
Sum có diện tích khoảng 6.000 km2. Trung tâm sum, Buyant, nằm cách tỉnh lỵ Uliastai 140 km và thủ đô Ulaanbaatar 920 km.

### Khí hậu
Otgon có khí hậu bán khô hạn. Nhiệt độ trung bình hàng năm ở khu vực này là -2 °C. Tháng ấm nhất là tháng 6, khi nhiệt độ trung bình là 18 °C và lạnh nhất là tháng 1, với -26 °C. Lượng mưa trung bình hàng năm là 207 mm. Tháng ẩm ướt nhất là tháng 8, với lượng mưa trung bình là 51 mm, và khô nhất là tháng 1, với 1 mm.

## Kinh tế
Sum có một trường học, bệnh viện, khu dịch vụ và nhà nghỉ.